# 1402 Eri
1402 Eri је астероид главног астероидног појаса са средњом удаљеношћу од Сунца која износи 2,685 астрономских јединица (АЈ).
Апсолутна магнитуда астероида је 13,0 а геометријски албедо 0,191.